# 강지영 (아나운서)
강지영(姜智榮, 1989년 4월 11일~)은 대한민국의 JTBC 아나운서이다.

## 이력
대구에서 훗날 대구지방국세청장을 역임한 세무공무원 강형원의 1남 2녀 중 둘째로 출생하였다. 중학교 3학년 재학 중 미국 유학하여 대학 졸업까지 마쳤다. 2011년 MBC 일밤 - 신입사원에서 첫 데뷔하였고 같은 해 2011년 JTBC 특채 1기 아나운서 입사하였다.

## 학력
- 몬타 비스타 고등학교 졸업
- 인디애나 대학교 블루밍턴캠퍼스 켈리비즈니스스쿨 (학사)

## 경력
| 연도              | 사항          |
| ----------------- | ------------- |
| 2011. 9 ~ 2025. 4 | JTBC 아나운서 |

### 텔레비전 프로그램
- 2020년 JTBC 《아는 형님》 - 186화
- 2022년 JTBC 《톡파원 25시》 - 35화
- 2024년 tvN 《유 퀴즈 온 더 블럭》 - 232화

## 진행
| 연도    | 방송사 | 프로그램                    | 진행 기간                          | 비고 |
| ------- | ------ | --------------------------- | ---------------------------------- | ---- |
| 2011-12 | JTBC   | 퀴즈쇼 아이돌 시사회        | 2011년 12월 16일 ~ 2012년 4월 20일 |      |
| 2012-14 | JTBC   | 연예특종                    | 2012년 3월 10일 ~ 2014년 9월 19일  |      |
| 2014    | JTBC   | JTBC 뉴스현장               | 2014년 9월 27일 ~ 2014년 12월 21일 |      |
| 2015-21 | JTBC   | 보고합니다! 5시 정치부 회의 | 2015년 7월 13일 ~ 2021년 6월 4일   |      |
| 2017-21 | JTBC   | 차이나는 클라스             | 2017년 3월 5일 ~ 2021년 7월 1일    |      |
| 2017-18 |        | 보신각 제야의 종            |                                    |      |
| 2019    | JTBC   | 어서 말을 해                | 2019년 8월 13일 ~ 2019년 11월      |      |
| 2019-20 |        | 보신각 제야의 종            |                                    |      |
| 2021-22 | JTBC   | 썰전 라이브                 | 2021년 6월 7일 ~ 2022년 10월 7일   |      |
| 2022-24 | JTBC   | JTBC 뉴스룸                 | 2022년 11월 19일 ~ 2024년 3월 10일 |      |

## 라디오
- 2025년 - MBC FM4U 브런치카페